# Nipponochalcidia hexcarinata
Nipponochalcidia hexcarinata is een vliesvleugelig insect uit de familie bronswespen (Chalcididae). De wetenschappelijke naam is voor het eerst geldig gepubliceerd in 1925 door Girault.